# Левошув
Левошув (пол. Lewoszów) — село в Польщі, у гміні Радошиці Конецького повіту Свентокшиського воєводства.
Населення — 202 особи (2011).
У 1975-1998 роках село належало до Келецького воєводства.

## Демографія
Демографічна структура на день 31 березня 2011 року:
|          | Загалом | Допрацездатний вік | Працездатний вік | Постпрацездатний вік |
| -------- | ------- | ------------------ | ---------------- | -------------------- |
| Чоловіки | 111     | 34                 | 67               | 10                   |
| Жінки    | 91      | 27                 | 48               | 16                   |
| Разом    | 202     | 61                 | 115              | 26                   |